# Comuna Iuriv, Makariv
Iuriv (în ucraineană Юрів) este o comună în raionul Makariv, regiunea Kiev, Ucraina, formată din satele Iuriv (reședința), Kopiivka și Zavalivka.

## Demografie
Componența lingvistică a comunei Iuriv
     Ucraineană (98,64%)
     Rusă (1,36%)
Conform recensământului din 2001, majoritatea populației comunei Iuriv era vorbitoare de ucraineană (98,64%), existând în minoritate și vorbitori de rusă (1,36%).